# Куриленко, Виктор Викторович
| Личная информация:  | Личная информация:          |
| ------------------- | --------------------------- |
| Образование:        | Высшее, АлтГПУ              |
| Сфера деятельности: | Союз Киокушин Каратэ России |

Куриленко Виктор Викторович (род. 26 августа 1991 года, Барнаул, Алтайский край, Россия) — российский спортсмен, чемпион мира по каратэ среди юниоров до 67 килограмм (IFK), двукратный чемпион Европы среди мужчин в категории до 70 килограмм (IKO Union) по киокушинкай каратэ, многократный призёр чемпионатов Европы и России. Мастер спорта РФ, чёрный пояс — 3 дан. Капитан сборной России.
Большинство своих побед Виктор одержал нокаутом. Знаменит своими коронными ударами маваши дзёдан, «вертушка» и «ножницы». Благодаря последнему оформил много красивых концовок в поединках. Последние годы часто проводит мастер-классы для спортсменов по этим техникам.
В 2014-м году уехал в Японию в качестве учи-деши. На протяжении года тренировался и жил по всем принципам будо под руководством шихана Ёшиказу Кои.